# 天麻灯
天麻 灯（てんま あかり、10月7日 - ）は、日本の漫画家。神奈川県出身。かつては八坂麻美子（やさか まみこ）名義で執筆していた。
代表作は『月刊Gファンタジー』（スクウェア・エニックス）に連載された「ドラゴンクエスト プリンセスアリーナ」。

## 作品リスト

### 八坂麻美子名義
- 風神の大盗賊（月刊Gファンタジー1995年8月号、読切）
- 天地創造（月刊Gファンタジー、全2巻）
- ドラゴンクエスト プリンセスアリーナ（月刊Gファンタジー、脚本：小松崎康弘、全5巻）※18話まで作画担当、以降は1人で執筆

### 天麻灯名義
- 美少女忍者 シャイニンガール!（FlexComixブラッド、原作：ユービック、全2巻）